# Öngårdssjön
Öngårdssjön är en sjö i Timrå kommun i Medelpad och ingår i Gådeån-Indalsälvens kustområde. Sjöns area är 0,029 kvadratkilometer och den befinner sig 52 meter över havet.